# Spergula grandis
Spergula grandis là loài thực vật có hoa thuộc họ Cẩm chướng. Loài này được Pers. miêu tả khoa học đầu tiên năm 1805.